# Champions Cup and the Evert Cup 1999 - Qualificazioni singolare maschile
Le qualificazioni del singolare maschile del Champions Cup and the Evert Cup 1999 sono state un torneo di tennis preliminare per accedere alla fase finale della manifestazione. I vincitori dell'ultimo turno sono entrati di diritto nel tabellone principale. In caso di ritiro di uno o più giocatori aventi diritto a questi sono subentrati i lucky loser, ossia i giocatori che hanno perso nell'ultimo turno ma che avevano una classifica più alta rispetto agli altri partecipanti che avevano comunque perso nel turno finale.
Le qualificazioni del torneo Champions Cup and the Evert Cup  1999 prevedevano 28 partecipanti di cui 7 sono entrati nel tabellone principale.

## Teste di serie
1. Andrei Pavel (primo turno)
2. Mariano Zabaleta (Qualificato)
3. Ramón Delgado (primo turno)
4. Sláva Doseděl (primo turno)
5. Christian Ruud (primo turno)
6. Fernando Meligeni (ultimo turno)
7. Fernando Vicente (ultimo turno)

1. Chris Woodruff (primo turno)
2. Jiří Novák (Qualificato)
3. Paul Haarhuis (Qualificato)
4. Arnaud Di Pasquale (Qualificato)
5. Martin Damm (primo turno)
6. Galo Blanco (ultimo turno)
7. Sébastien Lareau (primo turno)

## Qualificati
1. Todd Woodbridge
2. Mariano Zabaleta
3. Sébastien Lareau
4. Paul Haarhuis

1. Arnaud Di Pasquale
2. Chris Woodruff
3. Jiří Novák

## Tabellone

### Legenda
| - Q = Qualificato - WC = Wild card - LL = Lucky loser | - ALT = Alternate - SE = Special Exempt - PR = Protected Ranking | - w/o = Walkover - r = Ritirato - d = Squalificato |

### Sezione 1
|  | Primo turno | Primo turno     | Primo turno     | Primo turno | Primo turno |  |  | Ultimo turno    | Ultimo turno    | Ultimo turno    | Ultimo turno | Ultimo turno |  |
|  |             |                 |                 |             |             |  |  |                 |                 |                 |              |              |  |
|  |             | Todd Woodbridge | 7               | 3           | 6           |  |  |                 |                 |                 |              |              |  |
|  | 1           | Andrei Pavel    | 6               | 6           | 3           |  |  | Todd Woodbridge | Todd Woodbridge | Todd Woodbridge | 6            | 6            |  |
|  |             | Sargis Sargsian | Sargis Sargsian | 6           | 6           |  |  | Sargis Sargsian | Sargis Sargsian | Sargis Sargsian | 4            | 4            |  |
|  | 12          | Martin Damm     | Martin Damm     | 1           | 2           |  |  |                 |                 |                 |              |              |  |

### Sezione 2
|  | Primo turno | Primo turno      | Primo turno    | Primo turno | Primo turno |  |  | Ultimo turno | Ultimo turno     | Ultimo turno     | Ultimo turno | Ultimo turno |  |
|  |             |                  |                |             |             |  |  |              |                  |                  |              |              |  |
|  | 2           | Mariano Zabaleta | 7              | 4           | 7           |  |  |              |                  |                  |              |              |  |
|  |             | Takao Suzuki     | 6              | 6           | 6           |  |  | 2            | Mariano Zabaleta | Mariano Zabaleta | 6            | 6            |  |
|  | 13          | Galo Blanco      | Galo Blanco    | 6           | 6           |  |  | 13           | Galo Blanco      | Galo Blanco      | 4            | 4            |  |
|  |             | Grant Stafford   | Grant Stafford | 4           | 1           |  |  |              |                  |                  |              |              |  |

### Sezione 3
|  | Primo turno | Primo turno      | Primo turno      | Primo turno | Primo turno |  |  | Ultimo turno     | Ultimo turno     | Ultimo turno | Ultimo turno | Ultimo turno |  |
|  |             |                  |                  |             |             |  |  |                  |                  |              |              |              |  |
|  |             | Paul Goldstein   | 3                | 6           | 6           |  |  |                  |                  |              |              |              |  |
|  | 3           | Ramón Delgado    | 6                | 4           | 4           |  |  | Paul Goldstein   | Paul Goldstein   | 6            | 2            | 6            |  |
|  |             | Sébastien Lareau | Sébastien Lareau | 6           | 6           |  |  | Sébastien Lareau | Sébastien Lareau | 4            | 6            | 7            |  |
|  | 14          | Leander Paes     | Leander Paes     | 3           | 2           |  |  |                  |                  |              |              |              |  |

### Sezione 4
|  | Primo turno | Primo turno            | Primo turno   | Primo turno | Primo turno |  |  | Ultimo turno | Ultimo turno  | Ultimo turno  | Ultimo turno | Ultimo turno |  |
|  |             |                        |               |             |             |  |  |              |               |               |              |              |  |
|  |             | Oliver Gross           | Oliver Gross  | 6           | 6           |  |  |              |               |               |              |              |  |
|  | 4           | Sláva Doseděl          | Sláva Doseděl | 4           | 1           |  |  |              | Oliver Gross  | Oliver Gross  | 4            | 3            |  |
|  | 10          | Paul Haarhuis          | 4             | 6           | 6           |  |  | 10           | Paul Haarhuis | Paul Haarhuis | 6            | 6            |  |
|  |             | Dennis van Scheppingen | 6             | 4           | 4           |  |  |              |               |               |              |              |  |

### Sezione 5
|  | Primo turno | Primo turno        | Primo turno | Primo turno | Primo turno |  |  | Ultimo turno | Ultimo turno       | Ultimo turno | Ultimo turno | Ultimo turno |  |
|  |             |                    |             |             |             |  |  |              |                    |              |              |              |  |
|  |             | Cecil Mamiit       | 4           | 6           | 6           |  |  |              |                    |              |              |              |  |
|  | 5           | Christian Ruud     | 6           | 2           | 2           |  |  |              | Cecil Mamiit       | 6            | 5            | 3            |  |
|  | 11          | Arnaud Di Pasquale | 6           | 3           | 6           |  |  | 11           | Arnaud Di Pasquale | 1            | 7            | 6            |  |
|  |             | Hendrik Dreekmann  | 3           | 6           | 4           |  |  |              |                    |              |              |              |  |

### Sezione 6
|  | Primo turno | Primo turno       | Primo turno | Primo turno | Primo turno |  |  | Ultimo turno | Ultimo turno      | Ultimo turno | Ultimo turno | Ultimo turno |  |
|  |             |                   |             |             |             |  |  |              |                   |              |              |              |  |
|  | 6           | Fernando Meligeni | 6           | 6           | 6           |  |  |              |                   |              |              |              |  |
|  |             | Brian MacPhie     | 1           | 7           | 4           |  |  | 6            | Fernando Meligeni | 6            | 1            | 3            |  |
|  |             | Chris Woodruff    | 6           | 4           | 6           |  |  |              | Chris Woodruff    | 3            | 6            | 6            |  |
|  | 8           | Franco Squillari  | 1           | 6           | 0           |  |  |              |                   |              |              |              |  |

### Sezione 7
|  | Primo turno | Primo turno      | Primo turno      | Primo turno | Primo turno |  |  | Ultimo turno | Ultimo turno     | Ultimo turno | Ultimo turno | Ultimo turno |  |
|  |             |                  |                  |             |             |  |  |              |                  |              |              |              |  |
|  | 7           | Fernando Vicente | Fernando Vicente | 6           | 7           |  |  |              |                  |              |              |              |  |
|  |             | Jonathan Stark   | Jonathan Stark   | 2           | 6           |  |  | 7            | Fernando Vicente | 6            | 2            | 6            |  |
|  | 9           | Jiří Novák       | Jiří Novák       | 7           | 6           |  |  | 9            | Jiří Novák       | 4            | 6            | 7            |  |
|  |             | Martín Rodríguez | Martín Rodríguez | 6           | 1           |  |  |              |                  |              |              |              |  |